# Francesco Pio di Savoia
Francesco Pio di Savoia, o meglio, in Spagna, Francisco Pío de Saboya y Moura, terzo principe di San Gregorio (Milano, 1672 – Madrid, 15 settembre 1723), è stato un nobile, politico e militare italiano naturalizzato spagnolo.

## Biografia
Francesco Pio di Savoia nacque nel 1672 da Joana de Moura Corte-Real e Giberto Pio di Savoia (menzionato nelle fonti spagnole come Gisberto Pío de Saboya), secondo principe di San Gregorio (morto nel 1676 nel corso dell'assedio di Philippsburg, condotto nell'ambito della Guerra d'Olanda). Ereditò giovanissimo dal padre il titolo di principe di San Gregorio, mentre alla morte della madre Francesco avrebbe conseguito i titoli di duca di Nocera e marchese di Castel Rodrigo. Nel 1707, però, nel quadro della guerra di successione spagnola, essendosi egli schierato ai fianco dei Borbone e avendo la madre rifiutato di compiere atto di sottomissione nei confronti degli Asburgoi, i titoli furono dichiarati decaduti, salvo riattribuirli due anni dopo al fratello Luigi, che aveva invece combattuto a fianco degli Austriaci.
Ebbe una illustre carriera militare, essendo stato nominato mariscal de campo (tenente generale) dei Regi Eserciti spagnoli nel 1705, inserito nell'Ordine del Toson d'oro nel 1708 e nominato Grande di Spagna nel 1720. Continuò a ricoprire varie cariche governative, tra cui governatore-generale del Regno di Sicilia, governatore di Madrid e capitano generale della Catalogna.
Francesco annegò a Madrid il 15 settembre 1723 durante lo straripamento del fiume Manzanarre, dopo aver lasciato il palazzo dove si erano svolti i festeggiamenti per il compleanno di suo cognato Francesco Maria II Pico della Mirandola, il quale perse nella tragedia anche la moglie María Teresa Spínola de la Cerda.

## Discendenza
Sposò nel 1705 la duchessa Juana Spínola de la Cerda (1683-1738), figlia di Carlos Felipe Antonio Spínola Doria y Colonna, IV marchese di Los Balbases (figlio a sua volta di Paolo Spinola Doria) e di María Isabel de la Cerda. La coppia ebbe quattro figli: 
- Margherita Eleonora (9 dicembre 1707-1760), sposò in prime nozze, nel 1726, Domenico Acquaviva, XVII duca d'Atri (m. 1745). Rimasta vedova sposò in segreto, nel 1748, l'Abate Pico della Mirandola, marchese di Quarantoli e Concordia e ultimo discendente maschio dei Pico della Mirandola. Acquistò il Palazzo di Villahermosa a Madrid.
- Gilberto (25 maggio 1717-1776), il quale sposò in prime nozze María Teresa de la Cerda y Téllez Girón (figlia di José de la Cerda Manrique de Lara, IV marchese di Laguna de Camero Viejo) ed in seconde nozze Joaquina de Benavides de la Cueva (figlia di Manuel de Benavides y Aragón, I duca di Santisteban del Puerto). Da entrambi i matrimoni non nacquero figli.
- Isabella Maria (23 novembre 1719-1799), la quale sposò in prime nozze Manuel López de Ayala y Fernández de Velasco, conte di Fuensalida ed in seconde nozze Antonio José Valcárcel y Pérez Pastor.
- Lucrezia (14 febbraio 1723-1800), la quale sposò Francisco Javier Arias-Dávila Centurión, IX conte di Puñonrostro. Il figlio José Joaquín morì senza discendenza nel 1758.

## Ascendenza
|                                                         |                                                         |                                                          | Genitori                                           |  |  | Nonni |  |  | Bisnonni                                 |  |  | Trisnonni                                |  |
|                                                         |                                                         |                                                          |                                                    |  |  |       |  |  | Enea Pio di Savoia, reggente di Sassuolo |  |  | Marco Pio di Savoia, signore di Sassuolo |  |
|                                                         |                                                         |                                                          |                                                    |  |  |       |  |  | Enea Pio di Savoia, reggente di Sassuolo |  |  | Marco Pio di Savoia, signore di Sassuolo |  |
|                                                         |                                                         | Lucrezia Roverella                                       |                                                    |  |  |       |  |  | Enea Pio di Savoia, reggente di Sassuolo |  |  |                                          |  |
| Ascanio Pio di Savoia, principe di San Giorgio          |                                                         |                                                          |                                                    |  |  |       |  |  | Enea Pio di Savoia, reggente di Sassuolo |  |  |                                          |  |
|                                                         |                                                         | Barbara Turchi                                           | Ippolito Turchi, conte di Crespino e Ariano        |  |  |       |  |  |                                          |  |  |                                          |  |
|                                                         |                                                         | Barbara Turchi                                           | Ippolito Turchi, conte di Crespino e Ariano        |  |  |       |  |  |                                          |  |  |                                          |  |
|                                                         |                                                         | Barbara Turchi                                           | Ippolita Tassoni                                   |  |  |       |  |  |                                          |  |  |                                          |  |
| Giberto Pio di Savoia, principe di San Gregorio         |                                                         | Barbara Turchi                                           |                                                    |  |  |       |  |  |                                          |  |  |                                          |  |
|                                                         |                                                         | Enzo Bentivoglio, marchese di Scandiano                  | Cornelio I Bentivoglio, marchese di Gualtieri      |  |  |       |  |  |                                          |  |  |                                          |  |
|                                                         |                                                         | Enzo Bentivoglio, marchese di Scandiano                  | Cornelio I Bentivoglio, marchese di Gualtieri      |  |  |       |  |  |                                          |  |  |                                          |  |
|                                                         |                                                         | Enzo Bentivoglio, marchese di Scandiano                  | Isabella Bendidio                                  |  |  |       |  |  |                                          |  |  |                                          |  |
| Beatrice Bentivoglio                                    |                                                         | Enzo Bentivoglio, marchese di Scandiano                  |                                                    |  |  |       |  |  |                                          |  |  |                                          |  |
|                                                         |                                                         | Caterina Martinengo Colleoni                             | Francesco Martinengo Colleoni, conte               |  |  |       |  |  |                                          |  |  |                                          |  |
|                                                         |                                                         | Caterina Martinengo Colleoni                             | Francesco Martinengo Colleoni, conte               |  |  |       |  |  |                                          |  |  |                                          |  |
|                                                         |                                                         | Caterina Martinengo Colleoni                             | Beatrice Langosco                                  |  |  |       |  |  |                                          |  |  |                                          |  |
| Francesco Pio di Savoia, principe di San Gregorio       |                                                         | Caterina Martinengo Colleoni                             |                                                    |  |  |       |  |  |                                          |  |  |                                          |  |
|                                                         | Manuel de Moura Corte Real, marchese di Castelo Rodrigo | Cristóvão de Moura e Távora, marchese di Castelo Rodrigo |                                                    |  |  |       |  |  |                                          |  |  |                                          |  |
|                                                         | Manuel de Moura Corte Real, marchese di Castelo Rodrigo | Cristóvão de Moura e Távora, marchese di Castelo Rodrigo |                                                    |  |  |       |  |  |                                          |  |  |                                          |  |
|                                                         | Manuel de Moura Corte Real, marchese di Castelo Rodrigo | Margarida Corte-Real                                     |                                                    |  |  |       |  |  |                                          |  |  |                                          |  |
| Francisco de Moura Corterreal y de Melo, duca di Nocera | Manuel de Moura Corte Real, marchese di Castelo Rodrigo |                                                          |                                                    |  |  |       |  |  |                                          |  |  |                                          |  |
|                                                         |                                                         | Leonor de Melo Castro                                    | Nuno Álvares Pereira de Melo, marchese di Ferreira |  |  |       |  |  |                                          |  |  |                                          |  |
|                                                         |                                                         | Leonor de Melo Castro                                    | Nuno Álvares Pereira de Melo, marchese di Ferreira |  |  |       |  |  |                                          |  |  |                                          |  |
|                                                         |                                                         | Leonor de Melo Castro                                    | Mariana de Castro de Altamira                      |  |  |       |  |  |                                          |  |  |                                          |  |
| Juana de Moura Corte Real y Moncada, duchessa di Nocera |                                                         | Leonor de Melo Castro                                    |                                                    |  |  |       |  |  |                                          |  |  |                                          |  |
|                                                         |                                                         | Antonio Moncada d'Aragona, principe di Paternò           | Francesco Moncada de Luna, principe di Paternò     |  |  |       |  |  |                                          |  |  |                                          |  |
|                                                         |                                                         | Antonio Moncada d'Aragona, principe di Paternò           | Francesco Moncada de Luna, principe di Paternò     |  |  |       |  |  |                                          |  |  |                                          |  |
|                                                         |                                                         | Antonio Moncada d'Aragona, principe di Paternò           | Maria d'Aragona La Cerda, duchessa di Montalto     |  |  |       |  |  |                                          |  |  |                                          |  |
| Marianna d'Aragona Moncada                              |                                                         | Antonio Moncada d'Aragona, principe di Paternò           |                                                    |  |  |       |  |  |                                          |  |  |                                          |  |
|                                                         |                                                         | Juana de la Cerda y de la Cueva                          | Juan de la Cerda y Aragón, duca di Medinaceli      |  |  |       |  |  |                                          |  |  |                                          |  |
|                                                         |                                                         | Juana de la Cerda y de la Cueva                          | Juan de la Cerda y Aragón, duca di Medinaceli      |  |  |       |  |  |                                          |  |  |                                          |  |
|                                                         |                                                         | Juana de la Cerda y de la Cueva                          | Ana de la Cueva y de la Lama                       |  |  |       |  |  |                                          |  |  |                                          |  |
|                                                         |                                                         | Juana de la Cerda y de la Cueva                          |                                                    |  |  |       |  |  |                                          |  |  |                                          |  |